# El Mango Buenavista
El Mango Buenavista är en ort i Mexiko.   Den ligger i kommunen Tuzantán och delstaten Chiapas, i den sydöstra delen av landet, 900 km sydost om huvudstaden Mexico City. El Mango Buenavista ligger 545 meter över havet och antalet invånare är 146.
Terrängen runt El Mango Buenavista är kuperad åt sydväst, men åt nordost är den bergig. Runt El Mango Buenavista är det tätbefolkat, med 297 invånare per kvadratkilometer. Närmaste större samhälle är Huixtla, 9,7 km väster om El Mango Buenavista. I omgivningarna runt El Mango Buenavista växer i huvudsak städsegrön lövskog.